# Stanislav Stejskal (fotbalista)
Stanislav Stejskal (27. ledna 1910 Žabovřesky – ?), známý jako Slávek Stejskal, byl český atlet a fotbalový útočník.

## Sportovní kariéra
S fotbalem a lehkou atletikou začínal v SK Achilles Brno (1924–1927), dále působil v SK Žabovřesky (1927–1931 a 1932–1934), Spartě Praha (1931–1932) a Moravské Slavii Brno (od jara 1934).
V československé fotbalové lize hrál za SK Moravská Slavia Brno v ročníku 1935/36, vstřelil dvě prvoligové branky – v neděli 13. října 1935 v Brně do sítě SK Kladno (nerozhodně 2:2) a o týden později v Žatci domácímu DSV Saaz (výhra 4:1). Debutoval v sobotu 24. srpna 1935 v Brně v utkání s SK Náchod, které Moravská Slavia Brno vyhrála 4:2 (poločas 3:2). Naposled se v nejvyšší soutěži objevil 8. března 1936 ve druhém brněnském derby, které „Morenda“ prohrála na půdě SK Židenice 2:6 (poločas 1:4).

### Prvoligová bilance
| Ročník             | Zápasy | Góly | Minuty | Klub                    |
| ------------------ | ------ | ---- | ------ | ----------------------- |
| I. liga 1935/36    | 12     | 2    | 1 080  | SK Moravská Slavia Brno |
| CELKEM I. ČS. LIGA | 12     | 2    | 1080   |                         |